# No eres tú, soy yo (programa de televisión)
No eres tú, soy yo fue un programa de televisión emitido por Zona Latina de lunes a jueves a las 23:30 horas. Fue conducido por María Jimena Pereyra y Mario Velasco.

## Información general
Se estrenó el 14 de marzo de 2011 por las pantallas de Vía X, pero al poco tiempo, se trasladó a su señal hermana Zona Latina.
Desde sus inicios hasta el 29 de agosto de 2014, fue conducido por Carolina Brethauer. Desde el 1 de septiembre de 2015 hasta mayo del 2016, estuvo a cargo de Javiera Suárez.
Desde julio de 2016 hasta la actualidad, se encuentra a cargo de la periodista Jessica Abudinen y en abril de 2017 se sumó a la conducción del programa, Mario Velasco. 
Mientras que en abril del 2020 se sumó por misma llegada a la cantante María Jimena Pereyra.
En cada capítulo se aborda un tema sobre relaciones de pareja junto a un especialista e invitados.

### Invitados Temporada 2017
- Felipe Camus
- Flaviana Seeling
- Gabriela Zambrano
- Pascual Fernández
- Pamela Leiva
- Suro Solar
- Mariano Brozincevic
- Maxi Ferres
- Agustín Pastorino
- Bruno Galassi
- Alejandro Arriagada
- Pilar Ruiz
- Fran Sfeir
- Camilo Huerta
- Laura Prieto
- Mariana Marino
- Lucía Covarrubias

### Especialistas Temporada 2017
- Christian Thomas
- Jaime Sánchez
- Edmundo Campusano
- Alexandra Vidal
- Francisco Flores
- Johanna Narr
- Nicole Caffatti

### Invitados Temporada 2018
- Denise Rosenthal
- Catalina Vera
- Pamela Leiva
- Natalia Cuevas
- Romina Piccoli
- Camila Correa
- Ariel Levy

### Invitados Temporada 2019
- Catalina Vera
- Valentina Saini
- César Antonio Campos
- Pablo Schilling
- Rocío Toscano
- Camila Outon
- Simoney Romero
- Sandy Boquita
- Mery Salas
- Jessica Pires
- Reggaeton Boys
- Camila Jaque
- Mila Correa